# Медаль «За Європейсько-Африкансько-Близькосхідну кампанію»
Медаль «За Європейсько-Африкансько-Близькосхідну кампанію» (англ. European-African-Middle Eastern Campaign Medal) — військова нагорода, медаль Збройних сил США для заохочення військовослужбовців країни, що билися на Європейському, Близькосхідному та Північно-Африканському театрах воєнних дії за часів Другої світової війни. Нагорода була заснована 6 листопада 1942 року Указом Президента США Ф. Рузвельта № 9265.

## Історія
Медаль «За Європейсько-Африкансько-Близькосхідну кампанію» була заснована Указом Президента США Ф. Рузвельта № 9265 від 6 листопада 1942 року та положення про неї офіційно опубліковане у бюлетені військового міністерства США № 56 від 1942 року. Медаллю нагороджувалися ті військовослужбовці армії США, хто в період з 7 грудня 1941 року по 2 березня 1946 року служив на суходолі, кораблях на Європейському, Близькосхідному та Північно-Африканському театрах воєнних дії протягом 30 днів і брав участь у бойових діях. Першим нагородженим цією нагородою став 24 липня 1947 року генерал армії Дуайт Ейзенхауер.

## Кампанії
Для визнання заслуг тих військових, що билися у військових кампаніях на фронтах у Європі, на Півночі Африки, Близькому Сході та на Середземномор'ї, були впроваджені бойові зірки до медалі, якими позначалися учасники бойових дій:
Також існували відзнаки бойовими зірками для тих, хто не брав участі безпосередньо у цих боях, але бився на інших напрямках: